# Ganzenveer

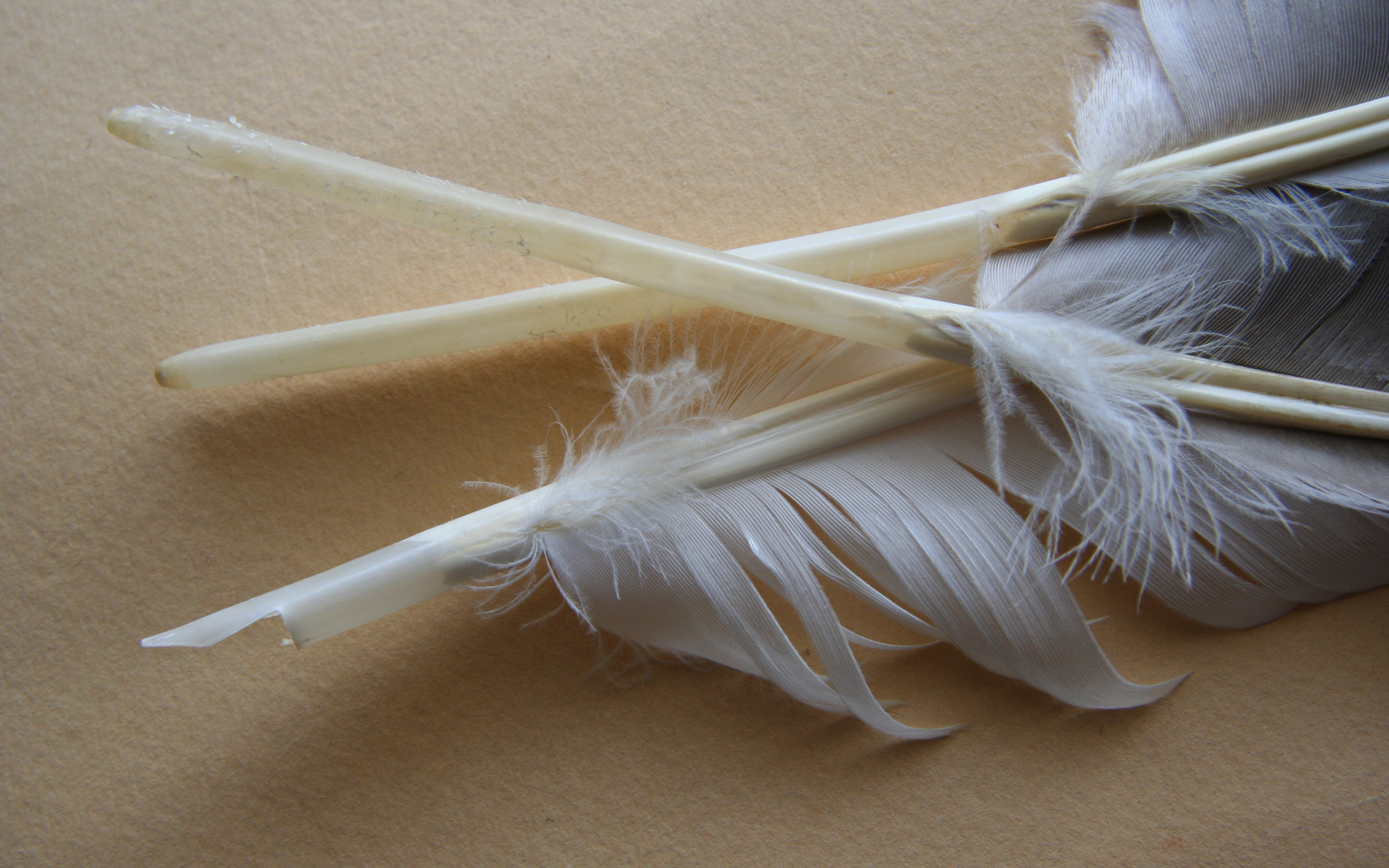
Ganzenveer

Een ganzenveer is een schrijfinstrument gemaakt van de slagpen van een gans of een andere grote vogel, zoals een zwaan, kraai of roofvogel. Het gebruik van zulk schrijfgerei stamt uit de oudheid, maar is voornamelijk bekend uit de middeleeuwen. Het is gebleken dat de Dode Zeerollen, geschreven in 200 BCE, zowel met rietpen als met veer zijn geschreven. De komst van de ganzenveer verdrong de bamboe- en rietpen die tot dan gebruikelijk waren. 
Aan de veer werd een penpunt gesneden met een heel scherp mesje. De vorm van deze pen is gelijk aan onze vulpen. De pen werd in de inkt gedoopt en een flinke druppel bleef in de pen zitten. Hiermee kon je (hooguit) een paar woorden schrijven. Daarna moest opnieuw de pen in de inkt worden gedoopt. Door de komst van de metalen pen is het gebruik van de ganzenveer voor gewoon schrijven verdwenen, maar in de kalligrafie wordt de ganzenveer nog altijd superieur geacht aan metalen pennen.
Voor de ganzenveer werden in de lente de buitenste vijf slagpennen van levende vogels genomen. Men gaf de voorkeur aan de veren van de linkervleugel, omdat zij een buiging hebben die voor rechtshandige schrijvers naar buiten, van de schrijver af, gericht is. De meest gebruikelijke pennen waren van ganzenveren, maar betere waren van zwanenveren, die door hun schaarste duurder waren. Voor het trekken van dunne lijnen werden pennen van kraaienveren gebruikt en als tweede keus ook veren van uilen, haviken en kalkoenen.
Voor men met de veer kon schrijven moest deze op de juiste wijze bewerkt worden. De veer werd schuin aangesneden en men verwijderde het merg, waarna de veer gehard moest worden. Daartoe werd de pen zolang in water geweekt tot deze er glanzend wit uitzag. Voor het eigenlijke harden werd het ingeweekte gedeelte in een houder met heet zand van de juiste temperatuur (170-180 °C) gestoken tot de punt doorschijnend werd. Het zand moest zo heet zijn dat de pen wel siste, maar niet barstte. Tot slot werd de bovenste huidlaag van de pen gekrabd, waarna de pen gesneden kon worden. Wie een hoop geduld had, hoefde de veer niet te harden. Als de veer een jaar in de kast had gelegen was deze ook uitgehard en kon er een pen van worden gesneden.
Voor kalligraferen met ganzen- of zwanenveer moet de gebruikte inkt niet te dun zijn. De goede 'dikte' van de inkt voor deze pennen heeft ongeveer de consistentie van (ongeklopte slag-)room.